# Emilio Méndez Pérez
Emilio Méndez Pérez (Lérida, España 1949 ) es físico y profesor universitario de Cataluña, España.

## Biografía
Nacido en Lérida en 1949, es licenciado en Ciencias Físicas por la Universidad Complutense de Madrid y doctor en Física por el Instituto Tecnológico de Massachusetts (MIT). Entre 1979 y 1995 fue investigador en el laboratorio Thomas J. Watson de la empresa IBM, donde fue colaborador directo del Premio Nobel de Física Leo Esaki. Desde 1995 es catedrático de física de la materia condensada en la Universidad Estatal de Nueva York en Stony Brook. En la actualidad, es además director del Centro de Nanomateriales Funcionales en el Laboratorio Nacional de Brookhaven, dependiente del Departamento de Energía de Estados Unidos. Ha sido Profesor Visitante Distinguido en la Universidad Autónoma de Madrid, en el Centro de Investigación de NTT en Japón, y en el Instituto Paul Drude de Electrónica de Estado Sólido en Berlín. 
Es autor de seis patentes y más de 160 publicaciones científicas. Sus investigaciones se han centrado en el estudio de las propiedades ópticas y electrónicas de nanomateriales semiconductores. Destacan en especial sus descubrimientos sobre los efectos de un campo eléctrico en las propiedades electrónicas de pozos cuánticos y superredes, sobre todo la demostración experimental del llamado "Efecto Stark" y de las llamadas "Escaleras de Wannier-Stark". Sus investigaciones han elucidado conceptos y fenómenos fundamentales que han abierto nuevas direcciones en investigación básica y dado lugar a importantes aplicaciones en electrónica y comunicaciones. 
Es miembro de Honor de la Sociedad Americana de Física y ha pertenecido a los consejos editoriales de las revistas "Solid State Communications" y "Semiconductor Science and Technology". Es miembro del Comité Científico Internacional de Nanogune, del patronato de la Fundación IMDEA Nanociencia, de la Fundación Bankinter para la Innovación, y de la Fundación del Consejo España-Estados Unidos.
En 1998 fue galardonado, junto con el físico Pedro Miguel Etxenike Landiríbar, con el Premio Príncipe de Asturias de Investigación Científica y Técnica. En 2000 recibió el premio internacional Fujitsu Quantum Device International Award.